# Списак словенских митолошких бића
|  |  |  |  |  |  |  |  |  |  |  |  |  |  |  |  |  |  |  |  |  |  |  |  |  |  |  |  |  |  |

## А
| Авет          | митолошко биће Јужних Словена, налик је на духа                                     |  |
| Аждаја        | митолошко биће Јужних Словена, налик је на змаја                                    |  |
| Акрап         | митолошко биће Јужних Словена                                                       |  |
| Ала           | митолошко биће Јужних Словена, налик је на змаја                                    |  |
| Алатир        | митски камен у руској књижевној традицији и митологији                              |  |
| Алил-ага      | херој из српске епске народне поезије                                               |  |
| Алконост      | митолошко биће у руској књижевној традицији и митологији, налик на птицу            |  |
| Аљоша Попович | херој из руске епске народне поезије                                                |  |
| Анђама        | митолошко биће Јужних Словена                                                       |  |
| Анђео         | митолошко биће у словенској традицији и митологији, преузето из абрахамски религија |  |
| Атила         | митолошка бића Словена, псоглави демон                                              |  |

## Б
| Баба Јага    | вјештица из руски народни предања                                                                   |  |
| Баба Коризма | |  |
| Баба Марта   | лик из словенски народни предања, персонификација мјесеца марта                                     |  |
| Бабарога     | митолошко биће Јужних Словена, често (погрешно) мјешано са вјештицом                                |  |
| Бабице       | митолошка бића Словена, демони болести                                                              |  |
| Балачко      | митолошко биће из српског народног вјеровања, описано као троглави див                              |  |
| Баник        | митолошко биће Словена, кућни дух                                                                   |  |
| Баук         | митолошко биће Јужних Словена                                                                       |  |
| Баш-Челик    | лик из српски народни приповјетки, има доста сличности са Кошћејем Бесмртним                        |  |
| Беда         | митолошко биће из српског народног вјеровања                                                        |  |
| Белобог      | божанство у митологији Западних и Балтичких Словена; бог свјетлост, дана, успјеха и среће           |  |
| Бес          | митолошко биће Словена, зли дух који се увлачи у човјека или животињу и тјера их да побјесне        |  |
| Бесомар      | митолошко биће Словена, демон грозоте и одвратности често поистовјећиван са вукодлаком или вампиром |  |
| Бисерко      | |  |
| Богинка      | |  |
| Брегиња      | |  |
| Брко         | |  |
| Букавац      | митолошко биће Јужних Словена                                                                       |  |
| Бурислав     | |  |

## В
| Вавелски змај     | змај из пољског народног вјеровања                                                                       |  |
| Вада              | |  |
| Вампир            | митолошко биће из старословенске митологије, дух умрлог или леш који је оживио                           |  |
| Василиса          | |  |
| Велес             | божанство из старословенске митологије; бог стоке, дивљих животиња, поља, пашњака шума, усјева и поезије |  |
| Весна             | божанство из старословенске митологије; богиња прољећа                                                   |  |
| Вечерњача         | звијезда из словенске митологије, оличење вечери                                                         |  |
| Вештица           | митолошко биће из словенске митологије женског рода, посједује натприродне и магијске моћи               |  |
| Вила              | митолошко биће из словенске митологије женског рода                                                      |  |
| Вилењак           | митолошко биће из словенске митологије мушког рода, биће које доноси срећу                               |  |
| Водени бик        | митолошко биће из словенске митологије, бик који борави у водама                                         |  |
| Водењак           | митолошко биће из словенске митологије, дух који борави у водама                                         |  |
| Воларица          | звијезда из словенске митологије                                                                         |  |
| Волх Всеславјевич | херој из руске епске народне поезије                                                                     |  |
| Врколак           | митолошко биће из старословенске митологије                                                              |  |
| Вук               | живо биће из старословенске митологије и предања                                                         |  |
| Вук Махнити       | херој из епске народне поезије                                                                           |  |
| Вукодлак          | митолошко биће из старословенске митологије                                                              |  |
| Вукојарац         | митолошко биће из хрватског народног вјеровања                                                           |  |

## Г
| Гамајун         | митолошко биће из источнословенског фолклора, налик је на птицу |  |
| Гвоздени човјек |                                                                 |  |
| Гвозденозуб     |                                                                 |  |
| Герман          | митолошко биће из старословенске митологије                     |  |
| Гробник         | митолошко биће из српски народни предања, леш који је оживио    |  |

## Д
| Дажбог              | божанство из старословенске митологије; бог сунца, заштитник кнезова и руског народа  |  |
| Давор               | божанство из старословенске митологије, бог рата                                      |  |
| Даница              | звијезда из словенске митологије, оличење зоре                                        |  |
| Девана              | божанство из старословенске митологије, богиња лова                                   |  |
| Девет Југовића      | хероји из српске епске народне поезије                                                |  |
| Див                 | митолошко биће из старословенске митологије                                           |  |
| Добриња Никитич     |                                                                                       |  |
| Додола              | божанство из старословенске митологије, богиња кише                                   |  |
| Домаћи услужни дух  | митолошко биће из старословенске митологије, мало дух у људском облику величине палца |  |
| Домовик             | митолошко биће из старословенске митологије, кућни дух и кућни заштитник              |  |
| Дрекавац            | митолошко биће Јужних Словена                                                         |  |
| Дукљан              | лик из старословенске митологије, инспирисан римским царом Диоклецијаном              |  |
| Дунавски водени дух | митолошко биће из српски народни предања, дух који борави у водама                    |  |

## Ђ
| списак свих словенских богова, митолошких бића и остали појмова (под словом Ђ) | списак свих словенских богова, митолошких бића и остали појмова (под словом Ђ) | списак свих словенских богова, митолошких бића и остали појмова (под словом Ђ) | списак свих словенских богова, митолошких бића и остали појмова (под словом Ђ) | списак свих словенских богова, митолошких бића и остали појмова (под словом Ђ) | списак свих словенских богова, митолошких бића и остали појмова (под словом Ђ) |
| име                                                                            | кратки опис                                                                    | илустрација изгледа                                                            |                                                                                |                                                                                |                                                                                |
| ------------------------------------------------------------------------------ | ------------------------------------------------------------------------------ | ------------------------------------------------------------------------------ | ------------------------------------------------------------------------------ | ------------------------------------------------------------------------------ | ------------------------------------------------------------------------------ |

## Е
| списак свих словенских богова, митолошких бића и остали појмова (под словом Е) | списак свих словенских богова, митолошких бића и остали појмова (под словом Е) | списак свих словенских богова, митолошких бића и остали појмова (под словом Е) | списак свих словенских богова, митолошких бића и остали појмова (под словом Е) | списак свих словенских богова, митолошких бића и остали појмова (под словом Е) | списак свих словенских богова, митолошких бића и остали појмова (под словом Е) |
| име                                                                            | кратки опис                                                                    | илустрација изгледа                                                            |                                                                                |                                                                                |                                                                                |
| ------------------------------------------------------------------------------ | ------------------------------------------------------------------------------ | ------------------------------------------------------------------------------ | ------------------------------------------------------------------------------ | ------------------------------------------------------------------------------ | ------------------------------------------------------------------------------ |

## Ж
| Жар-птица | митолошко биће из источнословенског фолклора, птица која свијетли |  |
| Жива      | божанство из старословенске митологије, богиња живота             |  |

## З
| Здухаћ          | митолошко биће у српском народном предању; човјек са специјалном способношћу да заштити своје имање, село или крај од временских непогода |  |
| Злидњи          | |  |
| Змај            | митолошко биће из старословенске митологије, велика змија или гмизавац са магијским моћима.                                               |  |
| Змија           | живо биће из старословенске митологије и предања                                                                                          |  |
| Змија чуваркућа | митолошко биће из словенске митологије, змија која штити кућу                                                                             |  |
| Змијски цар     | митолошко биће у српском народном предању                                                                                                 |  |
| Зора            | божанство из старословенске митологије, богиња јутра и љепоте                                                                             |  |

## И
| Иван-дурак    | лик из руске народне поезије         |  |
| Иван Царевић  | херој из руске народне поезије       |  |
| Илија Муромец | херој из руске епске народне поезије |  |
| Ириј          |                                      |  |

## Ј
| Јабучило      |                                                                          |  |
| Јарило        | божанство из старословенске митологије; бог вегетације, рата и плодности |  |
| Јауд          |                                                                          |  |
| Јемит Војвода |                                                                          |  |

## К
| Караконџула            | митолошко биће Јужних Словена                                            |  |
| Каревит                |                                                                          |  |
| Кемза                  | митолошко биће из старословенске митологије; водени демон                |  |
| Кикимора               | митолошко биће Источних Словена, мали невидљиви женски дух               |  |
| Коледа                 |                                                                          |  |
| Коњи словенских богова |                                                                          |  |
| Кошћеј Бесмртни        |                                                                          |  |
| Кратељ                 |                                                                          |  |
| Купала                 | божанство из старословенске митологије; богиња плодности, обиља и весеља |  |
| Кучибаба               |                                                                          |  |

## Л
| Лада           | божанство из старословенске митологије, богиња љета     |  |
| Ламја          | митолошко биће Јужних Словена, налик је на змаја        |  |
| Лесник         | митолошко биће из старословенске митологије; демон шуме |  |
| Лех, Чех и Рус | хероји из чешке народне поезије                         |  |
| Либуша         | лик из чешке народне поезије                            |  |

## Љ
| списак свих словенских богова, митолошких бића и остали појмова (под словом Љ) | списак свих словенских богова, митолошких бића и остали појмова (под словом Љ) | списак свих словенских богова, митолошких бића и остали појмова (под словом Љ) | списак свих словенских богова, митолошких бића и остали појмова (под словом Љ) | списак свих словенских богова, митолошких бића и остали појмова (под словом Љ) | списак свих словенских богова, митолошких бића и остали појмова (под словом Љ) |
| име                                                                            | кратки опис                                                                    | илустрација изгледа                                                            |                                                                                |                                                                                |                                                                                |
| ------------------------------------------------------------------------------ | ------------------------------------------------------------------------------ | ------------------------------------------------------------------------------ | ------------------------------------------------------------------------------ | ------------------------------------------------------------------------------ | ------------------------------------------------------------------------------ |

## М
| Мађионик      | |  |
| Мајка Земља   | Мађионик Међедовић |  |
| Међедовић     | |  |
| Милоснице     | митолошка бића из старословенске митологије; демони болести                                                                  |  |
| Мокош         | божанство из старословенске митологије; богиња земље, плодности, и заштитница жена и женских послова                         |  |
| Мора          | митолошко биће из старословенске митологије; зли дух који лута ноћу, сједи на грудима заспалих, сише им крв и узима им снагу |  |
| Морана        | божанство из старословенске митологије; богиња смрти                                                                         |  |
| Муса Кесеџија | херој из српске епске народне поезије                                                                                        |  |

## Н
| Нав              | митолошко биће из старословенске митологије; дух умрлог дјетета                                       |  |
| Нежит            | митолошко биће из старословенске митологије; демон који производи различите физичке болести у човјеку |  |
| Некрштенац       | |  |
| Никита Кожемјака | |  |
| Норин            | |  |
| Ноћница          | митолошко биће из старословенске митологије; демон ноћи који се увлачи у кућу                         |  |

## Њ
| списак свих словенских богова, митолошких бића и остали појмова (под словом Њ) | списак свих словенских богова, митолошких бића и остали појмова (под словом Њ) | списак свих словенских богова, митолошких бића и остали појмова (под словом Њ) | списак свих словенских богова, митолошких бића и остали појмова (под словом Њ) | списак свих словенских богова, митолошких бића и остали појмова (под словом Њ) | списак свих словенских богова, митолошких бића и остали појмова (под словом Њ) |
| име                                                                            | кратки опис                                                                    | илустрација изгледа                                                            |                                                                                |                                                                                |                                                                                |
| ------------------------------------------------------------------------------ | ------------------------------------------------------------------------------ | ------------------------------------------------------------------------------ | ------------------------------------------------------------------------------ | ------------------------------------------------------------------------------ | ------------------------------------------------------------------------------ |

## О
| Овиник  |                                                                       |  |
| Озвена  | божанство из старословенске митологије; богиња одјека                 |  |
| Олалија |                                                                       |  |
| Омаја   | митолошко биће из старословенске митологије; биће које ствара илузије |  |
| Орко    |                                                                       |  |
| Осења   | митолошко биће Јужних Словена, налик је на авет                       |  |

## П
| Патуљак     | митолошко биће из старословенске митологије                                                                                  |  |
| Перун       | божанство из старословенске митологије; бог грома                                                                            |  |
| Плакавац    | |  |
| Плакавац    | |  |
| Подмече     | |  |
| Полудница   | митолошко биће из старословенске митологије; дух поља који се појављује у облику љепе високе дјевојке обучена у бјеле хаљине |  |
| Пољевик     | митолошко биће из старословенске митологије; дух поља који се појављује у облику сличном патуљку                             |  |
| Порвата     | |  |
| Поревит     | божанство из старословенске митологије; бог љета поштован на острву Риген                                                    |  |
| Приказа     | |  |
| Прикојаса   | |  |
| Псоглав     | митолошко биће из старословенске митологије; антропоморфно створење са псећом главом                                         |  |
| Пурго       | |  |
| Пустоловица | |  |

## Р
| Радгост   | божанство из старословенске митологије; бог гостопримства                |  |
| Рарог     | митолошко биће из старословенске митологије; ватрени дух у облику птице  |  |
| Расковник | митолошко биће из старословенске митологије; трава која има магичне моћи |  |
| Род       |                                                                          |  |
| Руђевид   | божанство из старословенске митологије; бог јесени                       |  |
| Русалка   | митолошко биће из старословенске митологије; водена вила                 |  |

## С
| Садко       | херој из руске епске народне поезије                                                                             |  |
| Самодива    | митолошко биће из старословенске митологије; шумска вила код Јужних Словена                                      |  |
| Сварог      | божанство из старословенске митологије; бог створитељ свјета и персонификација ватре                             |  |
| Световид    | божанство из старословенске митологије; врховно божанство са четири главе                                        |  |
| Свирац      | |  |
| Сен         | |  |
| Симаргл     | божанство из старословенске митологије; бог код Источних Словена и посредник између земаљског и божанског свјета |  |
| Сирин       | митолошко биће из источнословенског фолклора; налик је на птицу                                                  |  |
| Сребрни цар | |  |
| Стопан      | |  |
| Стухаћ      | |  |
| Стрибог     | божанство из старословенске митологије; бог ријека, потока, вјетрова, зиме, мраза и леда                         |  |
| Суђаје      | митолошка бића из старословенске митологије, одређују судбину новорођеног дјетета                                |  |

## Т
| Таласон                | митолошко биће из старословенске митологије; дух који борави у напуштеним кућама                |  |
| Тодорац                | митолошко биће из старословенске митологије; полу човјек полу коњ                               |  |
| Триглав (Троглави бог) | божанство из старословенске митологије; тројствено божанство                                    |  |
| Тројан                 | митолошко биће из руски и јужнословенски предања; демон повезан са римским императором Трајаном |  |

## Ћ
| списак свих словенских богова, митолошких бића и остали појмова (под словом Ћ) | списак свих словенских богова, митолошких бића и остали појмова (под словом Ћ) | списак свих словенских богова, митолошких бића и остали појмова (под словом Ћ) | списак свих словенских богова, митолошких бића и остали појмова (под словом Ћ) | списак свих словенских богова, митолошких бића и остали појмова (под словом Ћ) | списак свих словенских богова, митолошких бића и остали појмова (под словом Ћ) |
| име                                                                            | кратки опис                                                                    | илустрација изгледа                                                            |                                                                                |                                                                                |                                                                                |
| ------------------------------------------------------------------------------ | ------------------------------------------------------------------------------ | ------------------------------------------------------------------------------ | ------------------------------------------------------------------------------ | ------------------------------------------------------------------------------ | ------------------------------------------------------------------------------ |

## У
| Усуд   |
| Утвара |

## Ф
| Фајетон | божанство из грчке митологије; син бога Хелија, којег су се бојали Стари Словени и давали су му жртве јер је он њима био бог ватре |  |
| Фараон  | |  |

## Х
| Хорс       | божанство из старословенске митологије; бог сунца код Источних Словена |  |
| Храст      | живо биће из старословенске митологије и предања                       |  |
| Хроми Даба |                                                                        |  |

## Ц
| Цикавац     | митолошко биће Јужних Словена, налик је на птицу         |  |
| Црнобог     | божанство из старословенске митологије; бог ноћи и мрака |  |
| Црни Арапин | лик из српски народни предања                            |  |

## Ч
| Чудотворна дјевојка | лик из словенски народни предања                                                               |  |
| Чума                | митолошко биће из старословенске митологије; персонификација куге у српском народном вјеровању |  |

## Џ
| Џакоња | митолошко биће Јужних Словена |  |
| Џуџан  | митолошко биће Јужних Словена |  |

## Ш
| Шишига       |                                               |  |
| Шумска мајка | женски шумски демон; господарица и чувар шума |  |